# نیام حبابی (سرده)
نیام حبابی (نام علمی: Oreophysa) نام یک سرده از زیرخانواده باقالی‌ها است.